# Новая улица (Пушкин)
Но́вая улица — улица в городе Пушкине (Пушкинский район Санкт-Петербурга). Проходит от дома 23 по Школьной улице до Оранжерейной улицы.

## История
Название Новая улица появилось в начале XX века. Первоначально улица проходила от Школьной до Оранжерейной улицы.
В 1995 году был построен жилой дом на Школьной, 23, который пропустил Новую улицу под своей аркой. Ранее, а именно в 1980-х годах, этот участок упразднили.

## Достопримечательности
- Дом 28 — начальное училище и приют Общества пособия бедным детям римско-католического прихода, построенное в 1905—1906 гг. ( памятник архитектуры (вновь выявленный объект))[2]. По факту выходит не на Новую улицу, а на Леонтьевскую. В доме жили Леонид Красин, Сергей Погореловский. После капремонта 1978 года в здании находились различные организации, в 2000-х годах в доме разместился комплексный центр социального обслуживания населения Пушкинского района[3].

## Перекрёстки
- Церковная улица
- Леонтьевская улица
- Оранжерейная улица